# Niclas Alexandersson
Pour les articles homonymes, voir Alexandersson.
Niclas Alexandersson est un footballeur suédois né le 29 décembre 1971 à Vessigebro. Il joue au milieu de terrain.

## Biographie
International suédois, il a participé à la coupe du monde de 2002 (où il inscrit un but face à l'Angleterre) ainsi qu'aux championnats d'Europe de 2000 et 2004. 

## Carrière
- 1985-1987 : Vessigebro BK ( Suède)
- 1988-1995 : Halmstads BK ( Suède)
- 1996-1997 : IFK Göteborg ( Suède)
- 1997-2000 : Sheffield Wednesday ( Angleterre)
- 2000-2003 : Everton ( Angleterre)
- 2003-2004 : West Ham ( Angleterre)
- 2004-2009 : IFK Göteborg ( Suède)

## Palmarès
- 109 sélections et 7 buts avec l'équipe de Suède entre 1993 et 2008[2]
- Vainqueur du championnat de Suède 1996